# Enrique Segoviano
Enrique Eugenio Segoviano Santos (La Romana, 6 de diciembre de 1944) es un actor, director y productor mexicodominicano de origen español. Es conocido por haber sido el director de cámara, iluminación, sonido y en algunos casos efectos especiales de los programas Chespirito, El Chavo del Ocho, El Chapulín Colorado, director y productor del programa infantil Odisea Burbujas, (de 1979 a 1984), y el programa cómico familiar ¡Anabel!, (de 1988 a1996). Además fue creador de programas de concursos familiares como TVO, Llévatelo y 100 mexicanos dijeron.

## Biografía
Hijo de una familia de maestros españoles que huyó de la dictadura franquista, Enrique Segoviano nació y vivió en la República Dominicana hasta los 11 meses de edad, cuando sus padres deciden emigrar a México. En 1966, hizo su debut como actor en el corto estudiantil Primer día de clases, mientras estudiaba Ciencias y Técnicas de la Información en la Universidad Iberoamericana.
Entró a Canal Ocho en 1968, como elemento de diferentes producciones como "Sube, Pelayo, Sube", la telenovela "Hermanos Coraje" y el programa "Sábados de la Fortuna". 
Fue contratado por Roberto Gómez Bolaños en 1973 (5 años después de que Chespirito comenzara con sus producciones televisivas). Fue entonces cuando Segoviano se encargó de la dirección de cámara, iluminación, sonido y hacer en algunos casos los efectos especiales desde 1973 hasta 1978. 
Mientras tanto, también en el año 1973 dirigió la serie Nosotros los pobres. En 1979 dirigió su primera película, El Chanfle, relacionada con la serie El Chavo del Ocho. Y en ese mismo año dirigió Odisea Burbujas, otra serie de televisión y posteriormente El tesoro del saber ambas series fueron dirigidas hacía el público infantil.
En 1984 dirigió las series Hola México!!!, la telenovela Te amo y Sí, mi amor. En el año 1986 dirigió y produjo la telenovela Ave Fénix. Durante sus últimos años, recibió grandes ofertas de trabajo, pero las rechazó debido a la cantidad de ofertas laborales que ya tenía en lista[cita requerida].
También produjo las series: ¡Anabel! (1988), TVO (1991), ¡Llévatelo! (1993), Y sin embargo... se mueve (1994), Pobre niña rica (1995), La vida de María Félix (1992), Atínale al Precio (1997, 2010), 100 mexicanos dijeron (2001), Espacio en blanco (2006) y Todo el mundo cree que sabe (2009-2011).

## Premios y reconocimientos

### Premios TVyNovelas
| Año  | Categoría                   | Programa                    | Resultado |
| ---- | --------------------------- | --------------------------- | --------- |
| 2011 | Mejor programa de concursos | Todo el mundo cree que sabe | Nominado  |
| 1992 | Mejor programa de comedia   | ¡Anabel!                    | Ganador   |
| 1991 | Mejor programa de comedia   | ¡Anabel!                    | Ganador   |

- Trayectoria por 42 años de producción (2010).

### Premios Bravo
| Año  | Categoría                  | Programa          | Resultado |
| ---- | -------------------------- | ----------------- | --------- |
| 1999 | Mejor Programa de Concurso | Atinale al precio | Ganador   |